# Bankia
|  | Per a altres significats, vegeu «Bankia (Bulgària)». |

Bankia va ser un banc espanyol amb domicili social a València i seu operativa a Madrid fundat el 2011, en ple procés de reestructuració del sistema financer a Espanya. El 26 de març del 2021 es va produir la seva fusió per absorció per part de CaixaBank.

## Història
Propietat a través de BFA de les caixes d'estalvi Bancaixa, Caixa Laietana, Caja Madrid, la Caja de Canarias, Caja de Ávila, Caja Segovia i Caja Rioja.
En el moment de la fusió, Bankia tenia uns 7.085,7 milions d'euros en actius deteriorats provinents de Caja Madrid, per uns 3.689,2 milions de la segona entitat, la valenciana Bancaixa.
Al maig de 2012 es va nacionalitzar el 100% de la matriu i com a conseqüència el 45% de Bankia. El president Rodrigo Rato va dimitir, succeint-lo en el càrrec José Ignacio Goirigolzarri. Es va produir a una injecció de 19.000 milions d'euros per a una ampliació de capital a Bankia, passant a controlar l'estat el 90% de l'entitat.
El 26 de març del 2021 es va produir la seva fusió per absorció per CaixaBank.

## Banca electrònica
BankiaLink és la marca de banca electrònica pertanyent a Bankia, que substituí l'abril de 2012 a TuBancaja, la marca de banca electrònica de Bancaixa.

## Consell d'Administració
Alguns dels membres del Consell d'Administració de l'entitat han estat:
Carmen Cavero Mestre
 · Alberto Ibáñez
 · Arturo Fernández
 · José Manuel Fernández Norniella
 · Juan Llompart Pérez
 · Javier López
 · Mercedes de la Merced
 · Araceli Mora Enguidanos
 · José Antonio Moral Santín
 · José Luis Olivas Martínez
 · Rodrigo Rato Figaredo
 · Ricardo Romero de Tejada
 · Francisco Ros García
 · José Manuel Serra Peris
 · Atilano Soto 
 · Antonio Tirado
 · Francisco Verdú
 · Virgilio Zapatero Gómez

## Crítiques
La presència de membres o persones afins al Partit Popular, fins i tot familiars, en diversos càrrecs més o menys importants s'ha palesat a partir de la crisi patida per aquest banc. En un article del maig de 2012, el diari electrònic Vilaweb publicava en un article una llista de 16 persones lligades al partit de dreta. A més de Rodrigo Rato, hi apareixen l'antic ministre d'interior Ángel Acebes i alguns familiars de coneguts membres del PP com ara María Zaplana Barceló, la filla d'Eduardo Zaplana, el cunyat de Rodrigo Rato i un cosí d'Esperanza Aguirre.

## Patrocini esportiu
Caja Madrid, la major de les set caixes d'estalvis constituents de Bankia, va ser soci patrocinador principal de les federacions espanyoles de futbol i bàsquet. Va patrocinar a la Real Federació Espanyola de Futbol i a la selecció nacional de futbol entre 1997 i 2002, i entre 2008 i 2012, a la Federació Espanyola de Bàsquet i als seus selecciones nacionals. 